# Polítovka
Polítovka (en rus: Политовка) és un poble de la República de Komi, a Rússia, segons el cens del 2010 tenia un habitant.